# Vickers Viscount
A Vickers Viscount brit közepes hatótávolságú légcsavaros gázturbinás utasszállító repülőgép, melyet a Vickers-Armstrongs gyártott 1948–1963 között többféle változatban. Ez volt a világ első légcsavaros gázturbinával felszerelt utasszállító repülőgépe. Összesen 445 darab készült belőle. Hermetizált utasterével, panorámaablakaival és csökkentett vibrációs szintjével jelentős minőségi ugrást hozott a második világháborút követő időszakban a légi utasforgalomban.